# Треля, Ежи
Ежи Юзеф Треля (пол. Jerzy Józef Trela; 14 марта 1942, Леньче, Малопольское воеводство — 15 мая 2022, Краков) — польский актёр театра, кино и телевидения. Депутат Сейма Польской Народной Республики IX созыва (1985—1989).

## Биография
Родился 14 марта 1942 года в селе Леньче, близ Кракова (Малопольское воеводство Польши). Актёрское образование получил в Государственной высшей театральной школе в Кракове, которую окончил в 1969 году. Дебютировал в театре в 1969 году. Актёр театров в Кракове и Варшаве, выступал в спектаклях «театра телевидения» с 1971 года.
В 1984—1990 гг. — ректор Государственной высшей актёрской школы в Кракове.

### Последние годы жизни
Актёр более 20 лет боролся с онкологическим заболеванием. В 2017 году болезнь вернулась, перенесённая операция не дала положительных результатов.
Скончался 15 мая 2022 года в Кракове.

## Избранная фильмография
1. 1968 — Ставка больше, чем жизнь / Stawka większa niż życie (телесериал) — Ромек (только в 10-й серии)
2. 1969 — Соль чёрной земли / Sól ziemi czarnej — повстанец
3. 1972 — Коперник / Kopernik — придворный
4. 1973 — Санаторий под клепсидрой / Sanatorium pod klepsydrą — шут
5. 1973 — Яношик / Janosik (телесериал) — Бацусь, разбойник
6. 1978 — До последней капли крови / Do krwi ostatniej… — Зыгмунт Гавлик
7. 1980 — Ночная бабочка / Ćma — редактор Солтыс
8. 1980 — Королева Бона / Królowa Bona (телесериал) — Николай Радзивилл «Чёрный»
9. 1981 — Знахарь / Znachor — Самуэль Обедзиньский
10. 1981 — Человек из железа / Człowiek z żelaza — Антоняк
11. 1982 — Эпитафия для Барбары Радзивилл / Epitafium dla Barbary Radziwiłłówny — Николай Радзивилл «Чёрный»
12. 1982 — Мама Круль и её сыновья / Matka Królów — «Испанец»
13. 1982 — Дантон / Danton — Жак Никола Бийо-Варенн
14. 1983 — Предназначение / Przeznaczenie — Тенжель
15. 1985 — Детские сцены из жизни провинции / Sceny dziecięce z życia prowincji — бургомистр Р.
16. 1986 — Га, га. Слава героям / Ga, ga. Chwała bohaterom — начальник тюрьмы
17. 1987 — На серебряной планете / Na srebrnym globie — Ежи
18. 1987 — Магнат / Magnat — Греля
19. 1990 — Декалог 9 / Dekalog IX — Николай, врач
20. 1992 — Перстенёк с орлом в короне / Pierścionek z orłem w koronie — офицер Красной армии
21. 1994 — Три цвета: Белый / Trois Couleurs: Blanc — пан Бронек, водитель Кароля
22. 1994 — Смерть как ломтик хлеба — Скарга, шахтёр
23. 1996 — Автопортрет с любимой / Autoportret z kochanką — Юзеф Митура, отец Кубы
24. 1996 — Экстрадиция / Ekstradycja (телесериал) — Гундис, начальник латышской мафии
25. 1997 — Любовные истории / Historie miłosne — генерал
26. 1997 — Люби и делай, что хочешь / Kochaj i rób co chcesz — Зенек Новак, отец Агнешки
27. 1999 — Крюгерранды / Krugerandy — отец Арека
28. 1999 — Пан Тадеуш / Pan Tadeusz — подкаморный
29. 2001 — Камо грядеши / Quo vadis — Хилон Хилонид
30. 2003 — Старинное предание / Stara baśń — Визун
31. 2003 — Король Убю / Ubu król — царь Алексей
32. 2006 — Светлые голубые окна / Jasne błękitne okna — Юзеф, отец Сигиты
33. 2006 — Фонд / Fundacja — Вацлав, прокурор
34. 2010 — Уловка / Trick — Бонк
35. 2012 — Быть как Казимеж Дейна / Być jak Kazimierz Deyna — дедушка Казика
36. 2013 — Ида — Шимон Скиба

## Признание
- 1975 — Серебряный Крест Заслуги
- 1977 — Награда 2-й ступени Министра культуры и искусства ПНР
- 1981 — Кавалерский крест Ордена Возрождения Польши
- 1983 — Награда 1-й ступени Министра культуры и искусства ПНР
- 2000 — Командорский крест Ордена Возрождения Польши
- 2005 — Золотая Медаль «За заслуги в культуре Gloria Artis»
- 2009 — Гран-при — 49-е Калишские театральные встречи
- 2011 — Командорский крест со звездой Ордена Возрождения Польши